# 6140 Кубокава
6140 Кубокава (6140 Kubokawa) — астероїд головного поясу, відкритий 6 січня 1992 року.
Тіссеранів параметр щодо Юпітера — 3,550.